# جوزيف ديكر

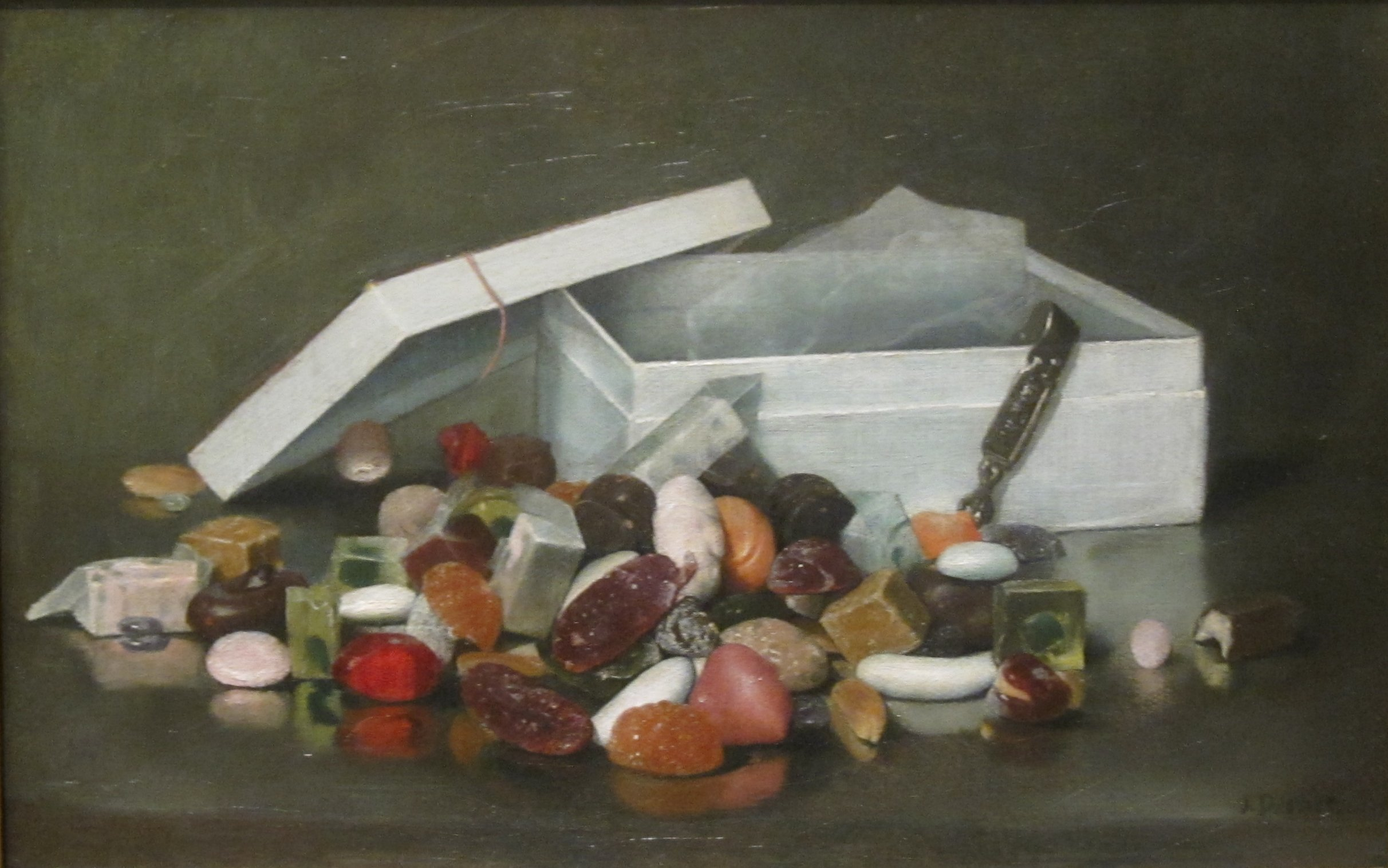
لوحة جوزيف ديكر، 1887

جوزيف ديكر (بالإنجليزية: Joseph Decker) هو رسام أمريكي، ولد في 1853 في نورنبرغ في ألمانيا، وتوفي في 1924 في بروكلين في الولايات المتحدة.